# Cheiracanthium submordax
Cheiracanthium submordax is een spinnensoort uit de familie Cheiracanthiidae.
De wetenschappelijke naam van de soort werd in 1993 gepubliceerd door Zhang, Zhu & Hu.